# Khoa học kỳ ảo
Khoa học kỳ ảo là một thể loại hỗn hợp trong phạm vi của giả tưởng suy đoán, đồng thời có sự hòa trộn hoặc kết hợp các dụ pháp và các yếu tố từ cả khoa học viễn tưởng lẫn kỳ ảo. Trong một câu chuyện khoa học viễn tưởng, thế giới được trình bày một cách khoa học khả quan. Còn thế giới trong khoa học kỳ ảo lại bao hàm các yếu tố phản định luật khoa học của thế giới thực. Tuy nhiên, thế giới của khoa học kỳ ảo vẫn tuân theo những logic nhất định và thường cung cấp những giải thích có vẻ khoa học về những hiện tượng vô lý.
Trong thời kỳ hoàng kim của khoa học viễn tưởng, những câu chuyện khoa học kỳ ảo lạ kỳ được biết đến trái ngược hoàn toàn với sự ngắn gọn, súc tích, nó trở thành một chất liệu khoa học đáng tin cậy có thể thống trị khoa học viễn tưởng chính thống được với dấu ấn của tạp chí Astounding Stories. Mặc dù vào thời điểm này, những câu chuyện khoa học kỳ ảo thường bị hạ thấp xuống vị trí văn học thiếu nhi. Sự tự do trong trí tưởng tượng và sự lãng mạn bay bổng của chúng đã chứng tỏ được tầm ảnh hưởng lớn ban đầu đối với các nhà văn thế hệ "Làn sóng mới" trong thập niên 1960, một thế hệ cảm thấy chán ngán vì những hạn chế của khoa học viễn tưởng nặng.
Phân biệt giữa khoa học viễn tưởng và kỳ ảo, Rod Serling tuyên bố rằng khoa học viễn tưởng là "thứ không chắc có thật trở nên khả thi" trong khi kỳ ảo là "thứ bất khả thi trở nên có thật". Là sự kết hợp của cả hai, khoa học kỳ ảo mang đến một vẻ bề ngoài của khoa học về chủ nghĩa hiện thực cho những điều mà đơn giản không thể nào xảy ra trong thế giới thực trong bất kỳ trường hợp nào. Khi khoa học viễn tưởng không cho phép sự tồn tại của các yếu tố kỳ ảo hoặc siêu nhiên, thì khoa học kỳ ảo rõ ràng dựa vào chúng.
Để giải thích sự hấp dẫn của khoa học kỳ ảo, Carl D. Malmgren cung cấp một đoạn giới thiệu liên quan đến nhận xét của C.S. Lewis về nhu cầu cảm xúc của dòng văn học thuộc thể loại con: "Trong thế giới phản tự nhiên của khoa học kỳ ảo, tưởng tượng và thực tế, ma thuật và vô năng, thần thoại và khoa học, gặp gỡ và quan hệ thân mật. Bằng cách đó, những thế giới này truyền cảm hứng cho chúng ta với những cảm giác và trải nghiệm mới, với [trích dẫn CS Lewis] 'vẻ đẹp, nỗi kính phục hay nỗi kinh hoàng mà thế giới thực không cung cấp', với những tham vọng, giấc mơ và nỗi sợ hãi. " 

## Quan điểm lịch sử
Khái niệm này lần đầu tiên được sử dụng rộng rãi sau khi nhiều câu chuyện khoa học kỳ ảo được xuất bản trên các tạp chí bột giấy của Hoa Kỳ, như Magic, Inc. của Robert A. Heinlein, Slaves of Sleep của L. Ron Hubbard, và sê-ri Harold Shea của Fletcher Pratt và L. Sprague de Camp. Tất cả đều là những câu chuyện duy lý tương đối được xuất bản trên tạp chí Unknown của John W. Campbell, Jr.. Đây là một nỗ lực có chủ ý để áp dụng các kỹ thuật và quan điểm của khoa học viễn tưởng vào các chủ đề kỳ ảo truyền thống.
Bách khoa toàn thư về Khoa học Viễn tưởng chỉ ra rằng nó là một thể loại, khoa học kỳ ảo "chưa bao giờ được định nghĩa rõ ràng", và được sử dụng phổ biến nhất trong giai đoạn 1950–1966.
Thương hiệu Star Trek do Gene Roddenberry tạo ra đôi khi được trích dẫn như một ví dụ về khoa học kỳ ảo. Nhà văn James F. Broderick mô tả Star Trek là khoa học kỳ ảo vì nó bao gồm các yếu tố bán tương lai cũng như siêu nhiên/kỳ ảo như The Q.  Theo tác giả khoa học viễn tưởng điển hình quá cố, Arthur C. Clarke, nhiều người theo chủ nghĩa thuần túy cho rằng Star Trek là khoa học kỳ ảo chứ không phải khoa học viễn tưởng vì các yếu tố khoa học không thể thực hiện được, mà ông đồng ý một phần.

## Fandom
Hội Khoa học Kỳ ảo Los Angeles là một ví dụ về một nhóm người hâm mộ cộng đồng về thể loại khoa học kỳ ảo và có thể là những tác phẩm giả tưởng suy đoán khác.

## Liên kết ngoại
- "Khoa học kỳ ảo" trong Bách khoa toàn thư về Khoa học Viễn tưởng